# Gösta Hökmark
Anders Gösta Hökmark, född 14 juni 1920 i Malmö Karoli församling i Malmöhus län, död 15 april 1993 i Förslövs församling i Kristianstads län, var en svensk militär.

## Biografi
Hökmark avlade officersexamen vid Krigsskolan 1942 och utnämndes samma år till fänrik vid Södra skånska infanteriregementet, där han befordrades till löjtnant 1944 och till kapten 1952. Han studerade  vid Krigshögskolan 1949–1951, var generalstabsaspirant 1953–1956, inträdde i Generalstabskåren 1956 och var kompanichef i United Nations Emergency Force i Gazaremsan 1959–1960. Han befordrades till major 1961, tjänstgjorde vid Norrbottens regemente 1961–1963, var biträdande sekreterare i 1960 års försvarsledningsutredning 1961–1963, var chef för Allmänna avdelningen i Försvarsstaben 1963–1966, befordrades till överstelöjtnant 1964 och var expert i 1964 års fortifikationsutredning 1964–1965. Från 1966 tjänstgjorde han vid Södra skånska regementet, där han 1968 befordrades till överste och 1968–1972 var regementschef. År 1972 befordrades Hökmark till generalmajor, varpå han var stabschef vid staben i Övre Norrlands militärområde 1972–1974, chef för Arméstaben och Generalstabskåren 1974–1979 och befälhavare för Bergslagens militärområde 1979–1983.
I en nekrolog berättas: ”Gösta Hökmark var en av de främsta, som byggde upp det moderna svenska pansarvapnet med fältförband, pansarbrigader med stridsvagn S och Centurion som huvudbeväpning. Jämte andra av vapnets företrädare blev han naturligt nog besviken över statsmakternas dröjsmål med att förnya materiel och bekymrade sig för att de snart 40-åriga stridsvagnarna inte skulle klara sin uppgift.”
Gösta Hökmark invaldes 1974 som ledamot av Kungliga Krigsvetenskapsakademien.
Hökmark var redaktör för en bok om Södra skånska infanteriregementet och Södra skånska regementet.
Gösta Hökmark var son till köpmannen Anders Persson och Clara, född Ahlgren. Han var gift med Anne-Marie Forneborg (1919–1986) och de fick barnen Gunnar Hökmark, Harald Hökmark och Kåre Hökmark. Makarna Hökmark är begravda på Förslövs kyrogård.

## Utmärkelser
- Riddare av första klassen av Svärdsorden, 1961.[9]
- Kommendör av Svärdsorden, 6 juni 1972.[10]
- Kommendör av första klass av Svärdsorden, 6 juni 1974.[11]